# 디아네 크루거
디아네 크루거(독일어: Diane Kruger, 1976년 7월 15일 ~ )는 독일, 미국의 배우이자 전 패션 모델이다. 영어식인 다이앤 크루거(영어: Diane Kruger)로도 알려져 있다. 그녀는 《트로이》에서 헬레네 역, 《내셔널 트레져》와 속편 《내셔널 트레져: 비밀의 책》에서 애비게일 체이스 박사, 《바스터즈: 거친 녀석들》에서 브리짓 본 하머스마크, 《미스터 노바디》의 애나, 그리고 《언노운》의 지나 역을 연기했다. 제70회 칸 영화제에서 영화 《심판》으로 여자배우상을 수상했다.

## 생애
1976년 7월 15일 서독 알게르미센에서 태어났다. 아버지는 컴퓨터 전문가 한스 하인리히 하이트크루거, 어머니는 은행원 마리아 테레사이다. 종교는 로마 가톨릭교이어서 학교도 가톨릭계 학교를 다녔다. 할머니 한 분이 폴란드인이다.
독일에서 남동생 스테판과 함께 컸다. 영어 실력을 늘리기 위해 청소년 때 교환 학생을 했다. 어릴적 발레리나가 되고 싶어서 런던의 왕립 발레 학교에서 오디션을 보기도 했다. 하지만 사고로 부상을 입고나서 발레리나에 대한 꿈은 접었다. 이후 프랑스 파리로 가 모델 활동과 프랑스어를 배우는 데에 전념했다.

## 경력

### 모델
1992년, 엘리트 모델 룩 대회에서 독일 대표로 참가해 이후로 모델 활동을 해나갔다. 모델로서는 작은 신장임에도 입생로랑, 샤넬, 버버리, 루이비통, 조르조 아르마니, 살바토레 페라가모 등 유명 브랜드 광고에 성공적으로 출연했다. 보그 파리, 마리끌레르, 코스모폴리탄 등 여러 잡지의 커버를 장식했다. 뿐만 아니라 마크 제이콥스, 돌체 앤 가바나 등 런웨이 무대에도 섰다.

### 연기
연기에 흥미를 느껴 배우기 시작한 후 몇몇 프랑스 영화에서 단역을 맡았다. 2002년, TV 영화 《피아노 플레이어》에서 데니스 호퍼와 크리스토퍼 램버트의 상대역을 맡으며 영화 데뷔를 했다. 같은 해, 당시 남편이였던 기욤 카네의 데뷔작 《나의 우상》에서 첫 주연을 맡는다.
2003년 영화 《미셀 베이앙》에서 "줄리 우드"를 연기했고, 2004년 영화 《당신이 사랑하는 동안에》에서 조쉬 하트넷, 로즈 번과 함께 출연했다. 영화 《트로이》에서 스파르타의 공주 "헬레나" 역을 맡으며 세계적으로 이름을 알렸다. 같은 해 크루거는 맥심에서 선정한 당해 섹시한 여성 100인 명단에서 50위를 했다. 2004년, 영화 《내셔널 트레저》에서 니콜라스 케이지와 숀 빈과 호흡을 맞췄다. 영화 《메리 크리스마스》(Joyeux Noël)와 영화 《카핑 베토벤》에 출연했다. 2007년, 영화 《내셔널 트레져: 비밀의 책》에 다시 한 번 출연했다.
2007 칸 영화제의 개막식과 폐막식 사회를 맡았다. 그리고 2008 베를린 국제 영화제 심사위원이였다.
2009년, 영화 《바스터즈: 거친 녀석들》에서 독일 여배우 "브리짓 본 하머스마크"를 연기했다. 이 역으로 크루거는 67회 골든 글로브상, SAG 상 여우조연상 후보에 지명되었다.
영화 《미스터 노바디》에서 "애나"를 연기해 평단의 호평을 받았다. 2010년 4월, 당시 남자친구였던 조슈아 잭슨이 출연하는 드라마 프린지에 출연하기도 했다. 2010년, 마크 론슨의 "Somebody to Love Me" 뮤직비디오에 출연했다.
2011년, 영화 《언노운》에서 "지나" 역을 맡았다. 2011년, 영화 《페어웰, 마이 퀸》의 마리 앙투아네트 역에 에바 그린을 제치고 캐스팅됐다. 2012년, 칸 영화제 경쟁 부문 심사 위원 중 한 명이였다. 2013년 영화 《호스트》에 출연했다. 2013년, 드라마 《더 브릿지: 조각 살인마》에서 경찰관 "소냐 크로스"로 등장했다.
2015 베니스 영화제 경쟁 부문 심사 위원 중 한 명이였다. 브라이언 크랜스턴, 존 레귀자모와 함께 2016년 영화 《인필트레이터 : 잠입자들》에서 호흡을 맞췄다. 제70회 칸 영화제에서 영화 《심판》으로 여자배우상을 수상했다.

### 기타
크루거는 스위스 시계 브랜드 예거 르쿨트르의 홍보 대사이다. 2009년 12월, 로레알의 광고 모델이 되었다. 2010년 5월, 캘빈 클라인의 향수 브랜드 "뷰티"(Beauty)의 얼굴이 됐다.

## 사생활
1999년, 배우 겸 감독 기욤 카네와 교제를 시작해 2001년 9월 1일에 결혼했다. 둘은 2005년 영화 《메리 크리스마스》(Joyeux Noël)에 함께 출연했다. 하지만 2006년 크루거와 카네는 이혼을 했다. 크루거는 서로 일 때문에 떨어져 있는 시간이 많아 결혼 생활이 신통치 못했다고 밝혔다.
2006년, 배우 조슈아 잭슨과 교제를 시작했다.이후 결혼을 안 한 채 10년 간 만남을 갖다가 결국 2016년에 결별하게 되었다.
모국어인 독일어 외에 영어와 프랑스어에도 유창하다. 그리고 2013년 미국 시민권자가 되었다.

## 출연작 목록

### 영화
| 연도 | 제목                                  | 원제                                     | 배역                 | 비고            |
| ---- | ------------------------------------- | ---------------------------------------- | -------------------- | --------------- |
| 2002 | 피아노 플레이어                       | The Piano Player                         | 에리카 나일          |                 |
| 2002 | 불순한 제안                           | Ni pour, ni contre (bien au contraire)   | 콜걸                 |                 |
| 2002 | 나의 우상                             | Mon idole                                | 클라라               |                 |
| 2003 | 미셸 바양                             | Michel Vaillant                          | 줄리 우드            |                 |
| 2004 | 트로이                                | Troy                                     | 헬레네               |                 |
| 2004 | 당신이 사랑하는 동안에                | Wicker Park                              | 리사 패리시          |                 |
| 2004 | 나르코                                | Narco                                    | 나이트클럽 여자      |                 |
| 2004 | 내셔널 트레져                         | National Treasure                        | 애비게일 체이스      |                 |
| 2005 | 메리 크리스마스                       | Joyeux Noël                              | 안나 쇠렌센          |                 |
| 2005 | 프랭키                                | Frankie                                  | 프랭키               |                 |
| 2006 | 호랑이 여단                           | Les Brigades du Tigre                    | 콩스탕스 라데츠키    |                 |
| 2006 | 카핑 베토벤                           | Copying Beethoven                        | 아나 홀츠            |                 |
| 2007 | 굿바이 만델라                         | Goodbye Bafana                           | 글로리아 그레고리    |                 |
| 2007 | 무지의 시대                           | L'Âge des ténèbres                       | 베로니카 스타        |                 |
| 2007 | 헌팅 파티                             | The Hunting Party                        | 미리아나             |                 |
| 2007 | 내셔널 트레져: 비밀의 책              | National Treasure: Book of Secrets       | 애비게일 체이스      |                 |
| 2008 | 애니씽 포 허                          | Anything for Her                         | 리자                 |                 |
| 2009 | 바스터즈: 거친 녀석들                 | Inglourious Basterds                     | 브리짓 폰 해머스마크 |                 |
| 2009 | 미스터 노바디                         | Mr. Nobody                               | 아나                 |                 |
| 2009 | 릴리 썸타임스                         | Pieds nus sur les limaces                | 클라라               |                 |
| 2011 | 언노운                                | Unknown                                  | 지나                 |                 |
| 2011 | 스페셜 포스                           | Forces spéciales                         | 엘자                 |                 |
| 2012 | 페어웰, 마이 퀸                       | Les adieux à la Reine                    | 마리 앙투아네트      |                 |
| 2012 | 플라이 미 투 더 문                    | Un plan parfait                          | 이자벨               |                 |
| 2013 | 호스트                                | The Host                                 | 더 시커 / 레이시     |                 |
| 2013 | 엄마와 나 그리고 나의 커밍아웃        | Les Garçons et Guillaume, à table!       | 잉게보르크           |                 |
| 2013 | 갈라파고스 어페어: 사탄이 에덴에 오다 | The Galapagos Affair: Satan Came to Eden | 마르그레트 비트머    |                 |
| 2014 | 베터 엔젤스                           | The Better Angels                        | 세라 부시 링컨       |                 |
| 2015 | 파더 앤 도터                          | Fathers and Daughters                    | 엘리자베스           |                 |
| 2015 | 메릴랜드                              | Maryland                                 | 제시                 |                 |
| 2015 | 스카이                                | Sky                                      | 로미                 |                 |
| 2016 | 인필트레이터: 잠입자들                | The Infiltrator                          | 캐시 어츠            |                 |
| 2017 | 심판                                  | In the Fade                              | 카티야 세케르치      |                 |
| 2017 | 모든 것이 우리를 갈라놓는다           | Tout nous sépare                         | 줄리아 켈러          |                 |
| 2018 | JT 르로이                             | JT LeRoy                                 | 에바                 |                 |
| 2018 | 웰컴 투 마웬                          | Welcome to Marwen                        | 데자 토리스          |                 |
| 2019 | 오퍼레이티브                          | The Operative                            | 레이철               |                 |
| 2019 | 쿠엔틴 타란티노 8                     | QT8: The First Eight                     | 본인                 | 다큐멘터리 영화 |
| 2022 | 355                                   | The 355                                  | 마리                 |                 |
| 2024 | 더 슈라우드                           | The Shrouds                              |                      |                 |

### 텔레비전 드라마
| 연도    | 제목                   | 원제                 | 배역        | 비고   |
| ------- | ---------------------- | -------------------- | ----------- | ------ |
| 2013-14 | 더 브릿지: 조각 살인마 | The Bridge           | 소냐 크로스 | 주연   |
| 2020    | 상어와 함께 수영하기   | Swimming with Sharks |             | 촬영중 |